# Витебский автобус
Витебский автобус — самый массовый вид общественного транспорта в городе Витебске, административном центре Витебской области. Автобусное сообщение организованно филиалом «Автобусный парк № 1 г. Витебска» ОАО «Витебскоблавтотранс». Функционирует 53 маршрута регулярного сообщения, и 25 маршрутов экспрессного сообщения.

## История
Первое автобусное предприятие в Витебске было создано летом 1930 года. После Великой Отечественной войны в 1946 году пассажирские перевозки в Витебске выполнялись в основном на грузовых автомобилях, а также на восстановленных трофейных автобусах. 14 апреля 1954 г. в соответствии с приказом Министерства автотранспорта Белорусской ССР № 505 автотранспортная контора была разделена на две автотранспортные организации, что и считается датой создания Витебского пассажирского автотранспортного предприятия.